# Concepción (departamento de Misiones)
Concepción é um departamento localizado a sudeste da província de Misiones, na Argentina. Limita-se com os departamentos de Leandro N. Alem, San Javier, Apóstoles e com o Brasil. Possui uma superfície de 752 km², equivalente a 2,5% do território da província e uma população de 9.085 habitantes (INDEC2001).